# Channel 8 (Thái Lan)
Channel 8 là kênh truyền hình kỹ thuật số của Thái Lan, được phát sóng lần đầu vào ngày 5/1/2011. Kênh tập trung vào các lĩnh vực giải trí, thể thao. Đơn vị chủ quản của đài là công ty RS Vision Company Limited (thuộc RS Public Company Limited). Trụ sở đài nằm tại thành phố Bangkok, Thái Lan; kênh phát sóng trên cả băng tần C và KU. 

## Programming

### Phim truyền hình
- Keuy Rot Kha Poh Tha Rot Khing / Chàng rể ma, bố vợ quái 27/05/2554 - 17/07/2554
- Bantek Ruk Superstar / Tình đời siêu sao 22/07/2554 - 17/09/2554
- Chuay Duay Krap Pom Rak Look Sao Jao Por / Con gái Mafia 18/09/2554 - 4/12/2554
- Tong Prakai Saed / Thiên sứ tội lỗi 13/02/2555 - 23/04/2555
- Kaew Klang Dong / Mối tình nơi hoang dã 25/04/2555 - 3/07/2555
- Rachanee Look Toong / Bản nhạc định mệnh 4/07/2555 - 11/09/2555
- Monrak Talat Sot / Vận may bất ngờ 12/09/2555 - 14/11/2555
- Nong Mia / Em vợ / Cô em xảo quyệt 19/11/2555 - 28/01/2556
- Ka Gub Hong / Tình bất phân ly 29/01/2556 - 2/04/2556
- Khao Nok Na / Lạc loài 3/04/2556 - 12/06/2556
- Nang Marn / Hồn yêu 17/06/2556 - 4/09/2556
- Wiwa Paa Cha Taek / Linh hồn oan nghiệt 9/09/2556 - 6/11/2556
- Poo Chana Sip Tit 11/11/2556 - 12/02/2557
- Sap Sang / Lời nguyền tình yêu 17/02/2557 - 16/04/2557
- Dong Dok Ngio / Mỹ nhân đại chiến 21/04/2557 - 25/06/2557
- Pua Chua Krao / Tình ngang trái 30/06/2557 - 1/09/2557
- Ching Rak Hak Sawat / Cuộc chiến hồng nhan 2/02/2557 - 12/11/2557
- Mia Tuean / Nước mắt lọ lem 17/11/2557 - 26/01/2558
- Mae Lueak Koet Dai 3/02/2558 - 8/04/2558
- Waen Tong Luang / Biệt ly 27/01/2558 - 21/04/2558
- Like Mat Sang / Oan gia đối đầu 9/04/2558 - 18/06/2558
- Plerng Pai 27/04/2558 - 11/08/2558
- Khunying Nok Thamniap 19/06/2558 - 4/09/2558
- Dok Sorn Choo / Cánh hoa vô tình 17/08/2558 - 11/11/2558
- Jao Sao Chapor Kit / Điệp vụ làm dâu 9/09/2558 - 19/11/2558
- Suphap Burud Satan 24/10/2558 - 28/02/2559
- Sood Tae Jai Ja Kwai Kwa 16/11/2558 - 6/01/2559
- Mong Kut Ritsaya 20/11/2558 - 3/03/2559
- Sapai Rod Saab 11/01/2559 - 2/03/2559
- Mon Rak Asun / Mẹ kế 4/03/2559 - 26/05/2559
- Philiang 7/03/2559 - 17/05/2559
- Bap Bap Kan / Vòng xoáy tội ác 23/05/2559 - 19/07/2559
- Lah Dup Tawan / Truy kích thái dương 27/05/2559 - 15/07/2559
- Buang Rak Salak Kaen / Quá khứ tình thù 20/07/2559 - 8/09/2559
- Mae Nak / Tình yêu bất diệt 25/07/2559 - 4/10/2559
- Rabam Fai 14/09/2559 - 12/10/2559, 16/01/2560 - 7/03/2560
- Krathin Rim Rua 19/09/2559 - 13/10/2559, 14/11/2559 - 10/01/2560
- Kem Payabaht / Vũ khúc thiên thần 10/10/2559 - 11/10/2559, 5/04/2560 - 1/06/2560
- Chaloei Seuk 25/01/2560 - 30/03/2560
- Ngao Saneha / Bóng tối cuộc tình 13/03/2560 - 30/05/2560
- Sai Yom Si 5/06/2560 - 8/08/2560
- Phloeng Rak Fai Man 7/06/2560 - 10/08/2560
- Ngao Arthun 14/08/2560 - 26/09/2560, 18/12/2560 - 1/02/2561
- Lying Heart / Trái tim hai mặt 16/08/2560 - 28/09/2560, 30/10/2560 - 14/12/2560
- Por Pla Lai 10/02/2561 - 22/04/2561
- Sane Nang Khruan 28/04/2561 - 8/07/2561
- Payak Ka / Vượt qua giới hạn 2/07/2561 - 3/07/2561, 23/07/2561 - 20/09/2561
- Rak Chan Sawan Jat Hai / Hướng gió hạnh phúc 14/07/2561 - 5/10/2561
- Sarb Krasue 24/09/2561 - 12/11/2561
- Sin Lai Hong 13/11/2561 - 24/12/2561
- Dong Poo Dee / Cô nàng lọ lem 3/01/2562 - 11/02/2562
- Majurat Holiday / Thần chết biết yêu 12/02/2562 - 27/03/2562
- Pom Ruk Salub Hua Jai / Tình ký song sinh 23/02/2562 - 11/05/2562
- Bussaba Puen Foon / Em, tình yêu của anh 28/03/2562 - 3/05/2562
- Likit Cheewit 8/6/2562 - 27/07/2062
- Preng Lap Lae / Ngôi làng huyền bí 6/05/2562 - 1/07/2562
- Theptida Khon Nok / Nữ hoàng trong tầm tay 1/07/2562 - 19/09/2562
- Manee Naka / Chuyện tình xà nữ 2/07/2562 - 17/09/2562
- Plerng Rissaya / Ngọn lửa đố kỵ 18/09/2562 - 7/11/2562
- Leh Runjuan / Báo thù 23/09/2562 - 21/11/2562
- Love, Lie, Haunt The Series 4/11/2562 - 27/02/2063
- Saang Nang Praai / Hoán kiếp 25/11/2562 - 13/01/2563
- Ruen Sai Sawart / Trùng trùng nghiệp báo 14/01/2563 - 3/03/2563
- Pbop Phee Jao 4/03/2563 - 26/03/2563, 01/06/2563 - 6/07/2563
- Pbop Phee Jao 2 7/07/2563 - 11/08/2563
- Poot Ratikarn / Ma cà rồng khi yêu 22/07/2563 - 26/10/2563
- Sapai Rai Sukdina / Cô nàng của tôi 13/08/2563 - 20/10/2563
- Khum Sab Lum Kong / Truyền thuyết Mê Kông 21/10/2563 - 11/01/2564
- Phariya / Người vợ lửa 27/10/2563 - 7/01/2564
- Romantic Blue 12/12/2563 - 17/01/2564
- Reya / Cánh hoa danh vọng 8/03/2021 - 28/04/2021
- Ruean Rom Ngiw / Dưới bóng mộc miên (Vietsub) 29/04/2021 - 15/06/2021
- Wayra Akart / Huyết thù 16/06/2021 - 3/08/2021
- Soot Lay Sanaeha / Bất ngờ yêu em 1/11/2021 - 29/11/2021
- Matcha Anda / Chuyện tình biển xanh (Vietsub) 4/01/2022 - 17/03/2022
- Raan Dok Ngiew / Loài hoa danh vọng 4/01/2022 - 1/03/2022
- Buang Bai Bun / Nghiệp trong phúc (Vietsub) 2/03/2022 - 24/05/2022
- Kraseu Lam Sing / Lời nguyền Ma Lai (Vietsub) 21/03/2022 - 7/06/2022
- Lay Luntaya / Thước vải ma mị (Vietsub) 25/05/2022 - 4/08/2022
- Mongkut Karma / Vương miện nghiệp chướng (Vietsub) 8/6/2022 - 10/08/2022
- Sisa Marn / Đầu quỷ (Vietsub) 8/08/2022 - 29/09/2022
- Tanaosri 9/01/2023 - 7/03/2023
- Phleng Rak Roi Khaen 8/03/2023 - 30/05/2023
- Muay Sading Mat Sing Saifah 31/05/2023 - 25/07/2023
- Lueat Kakee / Dòng máu trăng hoa (Vietsub) 1/08/2023 - 19/10/2023
- Ruean Chadanang / Oan hồn nàng vũ ưu 23/10/2023 - 21/12/2023
- Bake Me Please 19/11/2023 - 24/12/2023
- Wiyan Phaesaya 8/01/2024 - 12/03/2024
- Thayat Hai Thongkham 13/03/2024 - 8/05/2024
- Jao Pho 9/05/2024 - 11/07/2024
- Bulan Mantra / Thần chú ánh trăng 15/07/2024 - 25/09/2024
- Bad Guy My Boss 15/09/2024 - 1/12/2024
- Suek Sanaeha Kraithong Chalawan / Truyền thuyết tình yêu 26/09/2024 - 16/12/2024
- Ai Num Rot Thai / Anh chàng máy cày 29/01/2025 - 20/03/2025
- Phitsawat Kham Phop / Niềm đam mê xuyên thế giới 24/03/2025 - 12/06/2025
- Ni Rak Kiattiyot / Món nợ danh dự 16/06/2025 - On Air
- The Mask of Love / Mặt nạ tình yêu (Ch.8 Upcoming)